# U-470 (tàu ngầm Đức)
U-470 là một tàu ngầm tấn công  Lớp Type VII thuộc phân lớp Type VIIC được Hải quân Đức Quốc Xã chế tạo trong Chiến tranh Thế giới thứ hai. Nhập biên chế năm 1943, nó chỉ thực hiện được một chuyến tuần tra duy nhất và không đánh chìm được mục tiêu nào trước khi bị các máy bay ném bom B-24 Liberator của Không quân Hoàng gia Anh đánh chìm trong Đại Tây Dương về phía Đông Nam Greenland vào ngày 16 tháng 10, 1943.

## Thiết kế và chế tạo

### Thiết kế

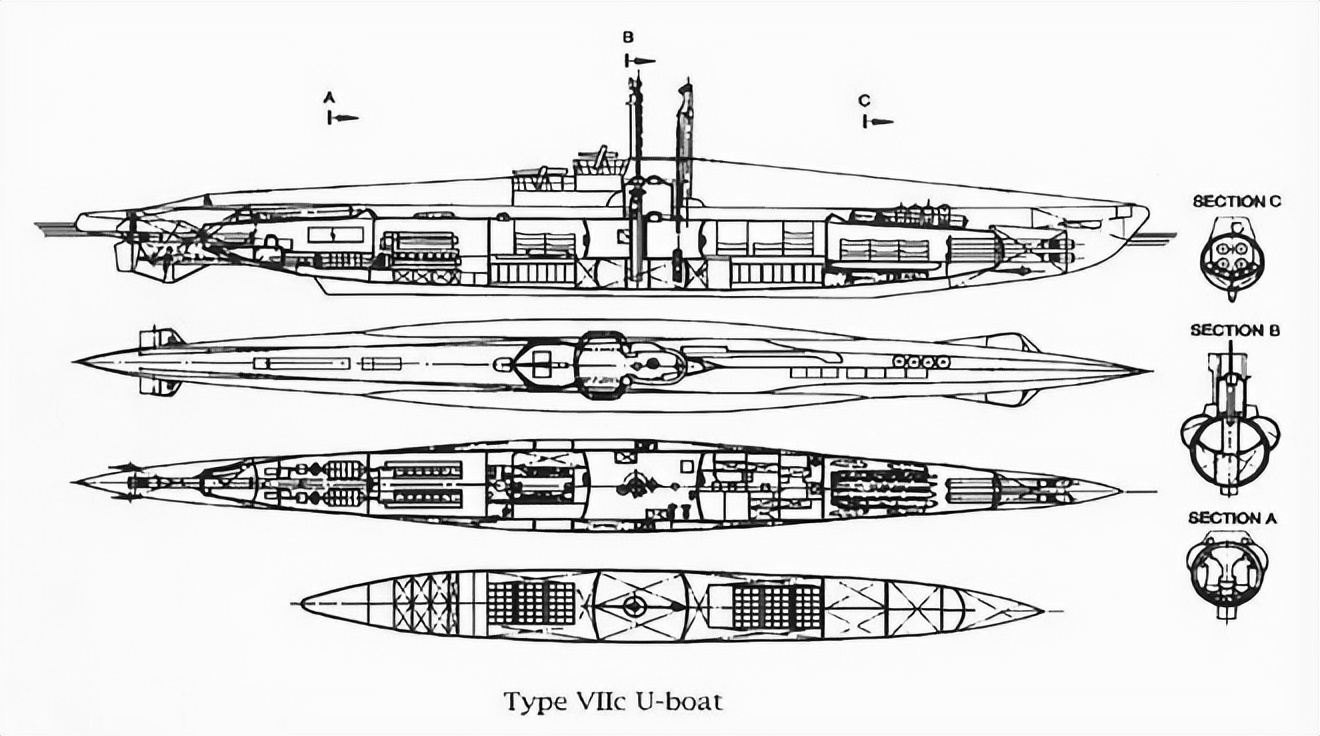
Sơ đồ các mặt cắt một tàu ngầm Type VIIC

Phân lớp VIIC của Tàu ngầm Type VII là một phiên bản VIIB được kéo dài thêm. Chúng có trọng lượng choán nước 769 t (757 tấn Anh) khi nổi và 871 t (857 tấn Anh) khi lặn). Con tàu có chiều dài chung 67,10 m (220 ft 2 in), lớp vỏ trong chịu áp lực dài 50,50 m (165 ft 8 in), mạn tàu rộng 6,20 m (20 ft 4 in), chiều cao 9,60 m (31 ft 6 in) và mớn nước 4,74 m (15 ft 7 in).
Chúng trang bị hai động cơ diesel Germaniawerft F46 siêu tăng áp 6-xy lanh 4 thì, tổng công suất 2.800–3.200 PS (2.100–2.400 kW; 2.800–3.200 bhp), dẫn động hai trục chân vịt đường kính 1,23 m (4,0 ft), cho phép đạt tốc độ tối đa 17,7 kn (32,8 km/h), và tầm hoạt động tối đa 8.500 nmi (15.700 km) khi đi tốc độ đường trường 10 kn (19 km/h). Khi đi ngầm dưới nước, chúng sử dụng hai động cơ/máy phát điện Garbe, Lahmeyer & Co. RP 137/c  tổng công suất 750 PS (550 kW; 740 shp). Tốc độ tối đa khi lặn là 7,6 kn (14,1 km/h), và tầm hoạt động 80 nmi (150 km) ở tốc độ 4 kn (7,4 km/h). Con tàu có khả năng lặn sâu đến 230 m (750 ft).
Vũ khí trang bị có năm ống phóng ngư lôi 53,3 cm (21 in), bao gồm bốn ống trước mũi và một ống phía đuôi, và mang theo tổng cộng 14 quả ngư lôi, hoặc tối đa 22 quả thủy lôi TMA, hoặc 33 quả TMB. Tàu ngầm Type VIIC bố trí một hải pháo 8,8 cm SK C/35 cùng một pháo phòng không 2 cm (0,79 in) trên boong tàu. Thủy thủ đoàn bao gồm 4 sĩ quan và 40-56 thủy thủ.

### Chế tạo
U-470 được đặt hàng vào ngày 20 tháng 1, 1941, và được đặt lườn tại xưởng tàu của hãng Deutsche Werke AG ở Kiel vào ngày 11 tháng 10, 1941. Nó được hạ thủy vào ngày 8 tháng 8, 1942, và nhập biên chế cùng Hải quân Đức Quốc Xã vào ngày 7 tháng 1, 1943 dưới quyền chỉ huy của Hạm trưởng, Trung úy Hải quân Günther-Paul Grave.

## Lịch sử hoạt động
Sau khi hoàn tất việc huấn luyện trong thành phần Chi hạm đội U-boat 5, U-470 được điều sang Chi hạm đội U-boat 11 từ ngày 1 tháng 7, 1943 để hoạt động trên tuyến đầu cho đến khi bị mất.
Sau khi di chuyển từ cảng Kiel, Đức đến cảng Bergen, Na Uy vào đầu tháng 9, 1943, U-470 khởi hành từ đây vào ngày 28 tháng 9 cho chuyến tuần tra duy nhất trong chiến tranh. Nó băng qua khe GI-UK giữa quần đảo Faroe và Iceland, rồi vòng qua quần đảo Anh và tiến vào khu vực trung tâm Bắc Đại Tây Dương. Tại đây nó cùng các tàu ngầm U-844 và U-964 hình thành nên bầy sói Schlieffen để tấn công Đoàn tàu ON-206 tại Khu vực Tiếp cận phía Tây. Đến ngày 16 tháng 10, U-470 bị một máy bay tuần tra phát hiện đang di chuyển trên mặt nước, và sau đó có tổng cộng ba máy bay ném bom B-24 Liberator thuộc các liên đội 59 và 120 Không quân Hoàng gia Anh tấn công.
Trung úy Grave hạm trưởng của U-470 quyết định kháng cự bằng hỏa lực phòng không thay vì lặn xuống ẩn nấp. Vì vậy chiếc U-boat trở thành mục tiêu dễ dàng cho các đợt mìn sâu thả xuống. Với gần 30 quả mìn được ném xuống trong vòng nhiều giờ, chiếc tàu ngầm bị hư hại đến mức phải bỏ tàu. Nhưng quyết định này được đưa ra quá trễ, và U-470 đắm nhanh chóng tại tọa độ 58°20′B 29°20′T / 58,333°B 29,333°T, với tổn thất 47 thành viên thủy thủ đoàn, bao gồm Trung úy Grave hạm trưởng. Có hai người sống sót được cứu vớt và bị bắt làm tù binh chiến tranh.

### "Bầy sói" tham gia
U-470 từng tham gia một bầy sói:
- Schlieffen (14 – 16 tháng 10, 1943)